# Álvaro Duarte
Pour les articles homonymes, voir Duarte.
Duarte  Sandoval est un nom espagnol. Le premier nom de famille, en général paternel, est Duarte ; le second, en général maternel, souvent omis, est Sandoval.
Álvaro Duarte Sandoval (né le 12 janvier 1991 à Funza)  est un coureur cycliste colombien. Son frère Fabio est également coureur cycliste professionnel.

## Biographie
Álvaro Duarte est un cycliste, natif du département de Cundinamarca, marié et père d'une enfant. Il est le frère cadet de Fabio Duarte, champion du monde Espoir 2008.
En 2013, avec l'équipe de son département natal, Aguardiente Néctar, il est au départ des deux épreuves les plus importantes du calendrier national colombien, le Clásico RCN et le Tour de Colombie, où il termine, de manière anecdotique, sixième des classements du meilleur grimpeur et des moins de 23 ans.
En décembre, l'équipe continentale portugaise Louletano annonce le renfort de deux Colombiens, dont Álvaro Duarte, pour la saison suivante. Cependant, l'accord ne se conclut pas et, en mars 2014, Duarte trouve refuge chez la formation asturienne Construcciones Paulino, avec laquelle il participe à plusieurs courses du calendrier amateur espagnol. Fin septembre, il prend part au Clásico RCN sous les couleurs de sa précédente formation, Aguardiente Néctar.
Évoluant dans l'ombre de Fabio, la saison cycliste 2015 est celle de l'éclosion pour ce coureur, alors, âgé de 24 ans. Au mois d'août, il termine deuxième de la onzième étape  du Tour de Colombie, où il s'immisce dans un groupe d'échappés qui lui permet d'assurer, définitivement, sa place au sommet du classement du meilleur grimpeur de l'épreuve. Puis début octobre, il s'adjuge l'étape reine du Clásico RCN 2015. Il achève cette compétition majeure du cyclisme colombien à la quatorzième place. Ce même mois, ses résultats lui permettent de signer avec l'équipe continentale Movistar Team América.
Durant les deux saisons passées chez Movistar Team América, Álvaro Duarte remporte deux étapes dans des courses du calendrier national colombien, une à la Vuelta a Cundinamarca 2016 et une à la Clásica de Fusagasugá 2017. À l'arrêt de son équipe, Duarte trouve, en février 2018, un accord avec la formation Forca-Amskins, équipe continentale malaisienne. Il a la volonté de vivre en Malaisie, pour être près de ses coéquipiers et s'adapter rapidement au rythme des compétitions qu'il devra affronter. Sa première course est le Tour de Langkawi, au mois de mars. Grâce notamment à une sixième place dans l'étape reine, il la termine au neuvième rang. Duarte assortit ce résultat du trophée du meilleur grimpeur de l'épreuve. Un mois plus tard, Álvaro Duarte remporte le Tour de Lombok, épreuve indonésienne de l'UCI Asia Tour 2018. Il s'agit de la première victoire de Duarte au classement général d'une course par étapes reconnue par l'UCI.
En août 2019, il est annoncé qu'il a été contrôlé positif lors du Tour de Colombie 2019 et est provisoirement suspendu.

## Palmarès et résultats

### Palmarès par année
- 2011
  - 2e étape de la Vuelta a Cundinamarca
  - 9eb étape du Tour de Bolivie
- 2015
  - 9e étape du Clásico RCN
  - 5e et 6e étapes du Tour du Guatemala
- 2016
  - 2e étape de la Vuelta a Cundinamarca
- 2017
  - 3e étape de la Clásica de Fusagasugá
- 2018
  - Tour de Lombok

### Classements mondiaux
| Année                                 | 2012 | 2013 | 2014 | 2015 | 2016 | 2017 | 2018 | 2019  |
| ------------------------------------- | ---- | ---- | ---- | ---- | ---- | ---- | ---- | ----- |
| Classement mondial                    |      |      |      |      | nc   | nc   | 870e | 2230e |
| UCI Asia Tour                         | nc   | nc   | nc   | nc   | nc   | nc   | 100e |       |
| UCI America Tour                      | 121e | nc   | nc   | 121e | nc   | nc   | nc   | 349e  |
|                                       |      |      |      |      |      |      |      |       |
| Légende : nc = non classéSource : UCI |      |      |      |      |      |      |      |       |